# Norderoogsand
Norderoogsand est une île allemande située au nord de l'Allemagne, bordée par la mer du Nord, elle appartient au land Schleswig-Holstein.

## Géographie
Avec ses 938 hectares, Norderoogsand est presque quatre fois plus grande que sa voisine Japsand et elle n'a aucune population permanente, son altitude dépasse à peine un mètre.